# SC Viktoria 1911 Stargard
SC Viktoria 1911 Stargard was een Duitse voetbalclub uit de Pommerse stad Stargard im Pommern, dat tegenwoordig het Poolse Stargard is.

## Geschiedenis
De club werd in 1911 opgericht als FC Viktoria Stargard. De club sloot zich aan bij de Baltische voetbalbond en ging in de competitie van Stargard spelen. In 1921 werd Viktoria kampioen en plaatste zich zo voor de Pommerse eindronde. FC Viktoria Schneidemühl werd na verlengingen aan de kant gezet en in de halve finale verloor de club nipt met 3:2 van Stettiner SC 08. Ook het volgende seizoen plaatste de club zich voor de eindronde en versloeg SV Vorwärts Löcknitz. In de halve finale ging de club met 8:3 de boot in tegen Stettiner FC Titania. De volgende jaren werd Stargarder SC 1910 kampioen.
Vanaf 1927/28 werd de competitie van Stargard bij die van Stettin gevoegd. Viktoria en Stargarder SC kwamen nu tegenover de grote clubs uit Stettin en waren hier niet tegen opgewassen. Viktoria degradeerde meteen. Na één seizoen promoveerde de club weer. De competitie werd geherstructureerd en er kwamen twee groepen van vijf clubs. Viktoria werd met één punt achterstand op VfB 08 Stettin tweede en ging naar de finaleronde waarin ze afgetekend laatste werden. Toch mochten de vier clubs van de finaleronde naar de Pommerse eindronde waarin de club SV Preußen Köslin versloeg. In de halve finale verloor Viktoria dan met 4:1 van VfB 08 Stettin. Na dit seizoen kwam er terug één reeks voor Stettin-Stargard en de club eindigde derde. In 1931/32 werd de club laatste en degradeerde. Een jaar later werd de Gauliga Pommern ingevoerd als hoogste klasse, Viktoria slaagde er niet meer in om te promoveren.
Na het einde van de Tweede Wereldoorlog werden alle Duitse voetbalclubs ontbonden, Stargard werd nu een Poolse stad en de club hield op te bestaan.

## Erelijst
Kampioen Stargard
1921, 1922